# Valeri Sarmont
Valeri Nikolayevich Sarmont (tiếng Nga: Валерий Николаевич Сармонт; sinh ngày 28 tháng 1 năm 1992) là một cầu thủ bóng đá người Nga. Anh thi đấu cho FC Luki-Energiya Velikiye Luki.

## Sự nghiệp câu lạc bộ
Anh có màn ra mắt tại Giải bóng đá Quốc gia Nga cho F.K. Baltika Kaliningrad vào ngày 31 tháng 8 năm 2015 trong trận đấu với FC Sibir Novosibirsk.